# Église Saint-Jean-Baptiste de Priez
L'église Saint-Jean-Baptiste est une église située à Priez, en France.

## Localisation
L'église est située sur la commune de Priez, dans le département de l'Aisne.

## Historique
Le monument est classé au titre des monuments historiques en 1920.